# 自由朝鲜
自由朝鲜（：／），是反朝鲜民主主义人民共和国政府的政治組織，由居住于美国、墨西哥等国家的脫北者和一部分大韩民国籍人士组织创建。其前身是朝鲜秘密组织、非政府组织「千里马民防」（英語：Cheollima Civil Defense，缩写为），2017年3月4日建立官方网站，服务器IP位于美国亞利桑那州，于2019年3月宣布建立朝鲜流亡政府。

## 成员
Adrian Hong Chang是该组织的核心人员，多次参与营救脱北者。2015年任“朝鲜研究所”（Joseon Institute）所长。朝鲜驻西班牙大使馆遇袭事件发生后，美国对其发出逮捕令。Sam Ryu是该组织成员。Woo Ran Lee是该组织成员，朝鲜籍，现活动范围未知。Ko Yong Suk，中文一般翻译为高容淑，为金正恩姨妈，于1998年流亡到美国，后加入“自由朝鲜”组织，主要研究朝鲜崩溃之后的一些对策和方法。

## 方向

自由朝鮮之主張領土範圍

该组织主要營救脫北者，保护金漢率躲避朝鲜民主主义人民共和国政府追杀，推翻金日成家族独裁政权的朝鲜民主主义人民共和国，建立新的民主政府。该组织声称，自由朝鲜才是朝鮮半島北部人民的唯一合法代表。

## 事件
- 2017年2月金正男在马来西亚吉隆坡国际机场遇刺身亡后，其子金漢率在该组织的协助和保护下逃到美国，该组织亦发布金漢率敘述对此事件看法的影片。
- 2019年2月22日，朝鲜驻西班牙大使馆遭不明人员入侵，将大使馆里的有关朝鲜问题的档案进行劫持后转交给美国FBI，事后该组织宣称为此事负责[5]。4月18日，美国法警在洛杉矶将与朝鲜驻西班牙大使馆袭击事件相关的嫌疑人克里斯托弗·安（Christopher Ahn）拘留[6]。
- 2019年3月1日，在唐纳德·特朗普和金正恩在河内谈判结束之后，该组织宣布成立朝鲜流亡政府，曾保护金正男長子金汉率，「千里馬民防」在其官網發表韩英双语的长篇聲明，並上傳一段影片宣布组成流亡政府，自称是代表朝鲜的临时政府“自由朝鮮”，致力反抗朝鲜金正恩政权。[7]

## 延伸阅读
- 《狙击金氏王朝：一群海外韩裔企图颠覆横跨两世纪北韩金氏政权的惊险历程》，脸谱，2023年, ISBN 9786263153233[1]。

1. ↑  . 城邦读书花园.   [2023-07-29]. （原始内容存档于2023-07-30）.